# Tantilla triseriata
Tantilla triseriata là một loài rắn trong họ Rắn nước. Loài này được Smith & Smith mô tả khoa học đầu tiên năm 1951.